# Nationales Mathematisch-Naturwissenschaftliches Gymnasium Sofia
Das Nationale Mathematisch-Naturwissenschaftliche Gymnasium „Akad. Ljubomir Tschakalow“ (bulgarisch Национална природо-математическа гимназия „Академик Любомир Чакалов“, kurz NPMG) ist ein Gymnasium in Sofia, Bulgarien. Die Schule wurde 1968 gegründet und trägt den Namen des bulgarischen Mathematikers Ljubomir Tschakalow.

## Geschichte und Erfolge
Die Schule wurde September 1964 auf Initiative des Fachbereichs Mathematik der Sofioter Universität als achtjährige sekundare Polytechnische Schule gegründet, 1968 wurde sie selbstständig. 1974 kam ein Klassenszug mit Schwerpunkt Physik, 1976 einer mit Schwerpunkt Chemie und 1977 einer für Biologie dazu. Mit der Reorganisation des Bildungssystems in Bulgarien 1983 wurden auch Biotechnologie und Geowissenschaften eigenständig geführt. Seit 1994 ist die Zusammenarbeit mit der Universität offiziell.
Die Schule arbeitet auch als Cisco Networking Academy mit der Universität Sofia zusammen.
Die Schule gehört heute zu den renommiertesten der Stadt und hat zahlreiche Erfolge vorzuweisen,
so z. B. Medaillen der Internationalen Biologieolympiade (Gold Peking 2006, Silber Taipei 2012, Brüssel 2001, Bronze Changwon 2010, Tsukuba 2009, Mumbai 2008, Brisbane 2004, Antalya  2000),
mehrere Teilnahmen an der Olympiade für Geographie und Wirtschaftskunde (4. Platz San Diego 2007)
und Philosophie
und zahlreiche Siege und Plätze bei nationalen Wettbewerben.

Zu den bekanntesten Absolventen der Schule gehört Radko Kotev (heute Universität Glasgow), der 2010 eine fünfte grundsätzliche analytische Lösung des Apollonischen Berührproblems fand
(Europapreis EUCYS 2010).

## Schulprofil
Die Schule ist humanistisch-naturwissenschaftlich ausgerichtet. Die etwa 1000 Schüler sind auf 6 Fächer und 40 Klassen aufgeteilt: 
- Mathematik und Informatik
- Physik
- Chemie
- Biologie und Biotechnologie
- Chemie und Biologie
- Geographie